# Heliotropium myosotoides
Heliotropium myosotoides är en strävbladig växtart som beskrevs av Joseph Banks och Sol. Heliotropium myosotoides ingår i Heliotropsläktet som ingår i familjen strävbladiga växter. Inga underarter finns listade i Catalogue of Life.